# Смолёвка двудомная
Смолёвка двудомная (лат. Siléne dióica) — вид двудольных цветковых растений, включённый в род Смолёвка (Silene) семейства Гвоздичные (Caryophyllaceae). В литературе и интернет-источниках чаще встречается под устаревшими синонимичными названиями Дрёма двудомная, Дрёма красная или Дрёма лесная так как ранее относился к самостоятельному роду Дрёма (Melandrium).

## Ботаническое описание
Смолёвка двудомная — многолетнее двудомное травянистое растение с небольшим корневищем. Стебли приподнимающиеся, ветвистые достигающие 0,8 м в высоту, мягкоопушённые, реже почти голые.
Прикорневые листья лопатчатые, на черешке, яйцевидные или эллиптические. Стеблевые листья сидячие, продолговато-яйцевидные, заострённые, не более 13 см длиной, слабоопушённые с обеих сторон, по средней жилки волосистые.
Цветки собраны в рыхлые дихазиальные соцветия на верхушке побега, около 2 см в диаметре. Прицветники ланцетовидные, до 2 см длиной. Чашечка колокольчатая, в пестичных цветках более широкая, чем в тычиночных, с опушённые зазубренным краем. Венчик ярко-розовый, лепестки узкие, неглубоко разделены на две доли, широкояйцевидные. Пестики и тычинки равны по длине чашечке.
Плод — широкояйцевидная коробочка, раскрывающаяся десятью створками. Семена тёмно-коричневые или чёрные, фасолевидные, бугристые.
Число хромосом 2n = 24.

## Ареал
Смолёвка двудомная происходит из северо-западной Европы. Описана из Северной Европы.
Смолёвка двудомная завезена в Северную Америку, где свободно дичает.

## Значение и применение
Хорошо поедается маралами. Поедается крупно рогатым скотом, овцами, козами и лошадьми.

## Классификация

### Таксономия
Silene dioica (L.) Clairv., 1811, Man. Herbor. Suisse : 146
Вид Смолёвка двудомная относится к роду Смолёвка (Silene) семейства Гвоздичные (Caryophyllaceae) порядка Гвоздичноцветные (Caryophyllales). Кладограмма в соответствии с Системой APG IV по состоянию на декабрь 2023 года:
|  |                                      |  |                                   |                                   |                      |  | ещё 40 семейств | ещё 40 семейств |                    |  |  |  | еще 485 подтвержденных видов и 1 143 вида, ожидающих подтверждения |
|  |                                      |  |                                   |                                   |                      |  | ещё 40 семейств | ещё 40 семейств |                    |  |  |  | еще 485 подтвержденных видов и 1 143 вида, ожидающих подтверждения |
|  |                                      |  |                                   | порядок Гвоздичноцветные          |                      |  |                 |                 | род Смолёвка       |  |  |  |                                                                    |
|  |                                      |  |                                   | порядок Гвоздичноцветные          |                      |  |                 |                 | род Смолёвка       |  |  |  |                                                                    |
|  | отдел Цветковые, или Покрытосеменные |  |                                   |                                   | семейство Гвоздичные |  |                 |                 | Смолёвка двудомная |  |  |  |                                                                    |
|  | отдел Цветковые, или Покрытосеменные |  |                                   |                                   | семейство Гвоздичные |  |                 |                 |                    |  |  |  |                                                                    |
|  |                                      |  | ещё 63 порядка цветковых растений | ещё 63 порядка цветковых растений |                      |  |                 | еще 97 родов    | еще 97 родов       |  |  |  |                                                                    |
|  |                                      |  |                                   | ещё 63 порядка цветковых растений |                      |  |                 |                 | еще 97 родов       |  |  |  |                                                                    |

### Синонимы
- Agrostemma sylvestris (Schkuhr) G.Don
- Lychnis dioica L.
- Lychnis rubra Patze, E.Mey. & Elk.
- Lychnis sylvestris Schkuhr
- Melandrium dioicum (L.) Coss. & Germ.
- Melandrium dioicum subsp. rubrum (Weigel) D.Löve
- Melandrium rubrum Garcke
- Melandrium sylvestre Roehl.
- Saponaria dioica Moench